# Peter Läuchli

Läuchli, Peter (1986)

Peter Läuchli (* 4. Juni 1928 in Zürich, heimatberechtigt in Aarau; † 12. Mai 2021) war ein Schweizer Mathematiker und Hochschullehrer.

## Leben und Wirken
Peter Läuchli wuchs in Winterthur auf und besuchte dort die Schulen, insbesondere die Kantonsschule und bestand die Matura Typ B im Herbst 1947.  Läuchli studierte anschliessend an der Abteilung für Mathematik und Physik der ETH Zürich von 1948 bis 1953 und schloss mit dem Diplom in Theoretischer Physik ab. Von 1954 bis 1964 wirkte er als Assistent und wissenschaftlicher Mitarbeiter am Institut für Angewandte Mathematik. Er wurde 1959 mit der Arbeit Iterative Lösung und Fehlerabschätzung in der Ausgleichsrechnung bei Eduard Stiefel als Mathematiker promoviert. Zur akademischen Karriere gehörten eine Assistenzprofessur für Angewandte Mathematik 1964, die Beförderung zum ausserordentlichen Professor für Computer-Wissenschaft 1968 und die ordentliche Professur für Informatik 1983.

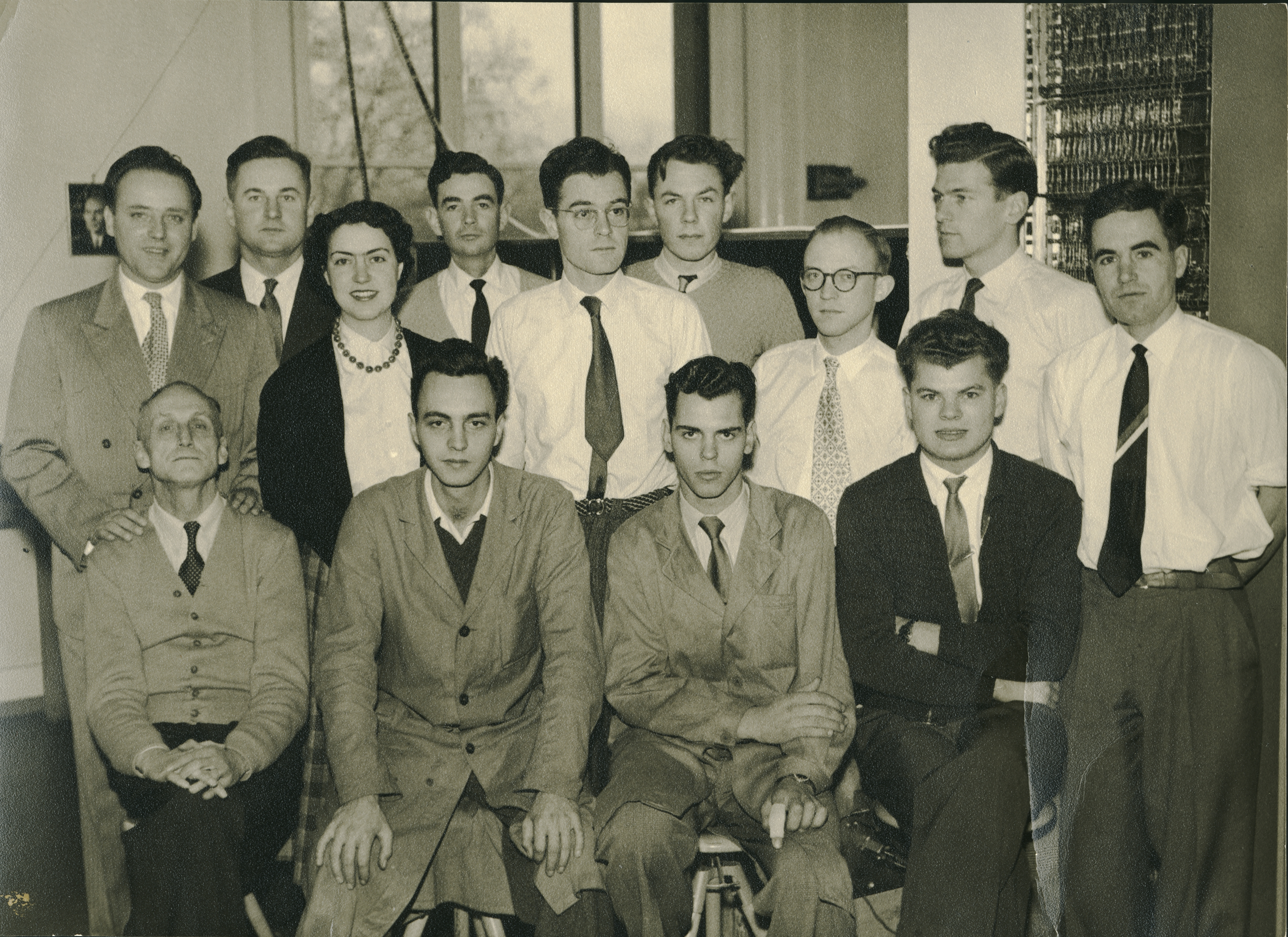
Peter Läuchli im ERMETH-Team (Vierter von rechts, stehend)

Läuchli befasste sich früh mit dem wissenschaftlichen Rechnen. Dazu dienten die Rechner Zuse Z4 und später die Eigenentwicklung der ETH, die ERMETH, an welcher Läuchli in der Schlussphase beteiligt war und auf welcher er Programmierunterricht erteilte. Er war Mitgründer der ETH-Fachgruppe für Computerwissenschaften und war zeitweise Abteilungsvorstand der damaligen Abteilung IIIC und später des Instituts für Theoretische Informatik als Teil des Departements Informatik. Nachhaltig in Erinnerung bleibt er Generationen von Ingenieuren und Naturwissenschaftlern mit seinen Vorlesungen über den Einsatz von Rechenanlagen.
Läuchli wurde 1993 emeritiert.